# جرج مگریل
جرج مگریل (انگلیسی: George Magrill؛ ‏ ۵ ژانویهٔ ۱۹۰۰ – ۳۱ مهٔ ۱۹۵۲) بازیگر اهل ایالات متحده آمریکا بود.

## گزیدهٔ فیلم‌شناسی
- لرد جیم
- کینگ کونگ
- سان‌فرانسیسکو
- فلش گوردون
- والس بزرگ
- رنجر تنها
- اتحادیه اقیانوس آرام
- ماه نو
- ساده‌لوح در آکسفورد
- گرگ دریا
- تورتیلا فلت
- جزیره ویک
- باد وحشی را درو کن
- آنان قابل چشم‌پوشی بودند
- دیک تریسی
- داستان جولسون
- کوچه کابوس
- جسم و روح
- زندگی پنهان والتر میتی
- بانوی دریاچه
- نیروی اهریمن
- ژان دارک
- طاق نصرت
- دنده آدام
- سامسون و دلیله
- تالسا
- جنگ دنیاها
- رابارب
- غرامت مضاعف
- بیگانگان در ترن
- خانه غریبه‌ها
- نیروی دریایی وارد می‌شود
- چهارراه هفتم
- جزیره ویک
- شش سری
- داستان شهر مادری
- خیش و ستارگان
- کالیفرنیا
- سریع و بی‌باک
- فلوریان
- فت من
- شمشیر در صحرا